# Frente Popular para la Recuperación
El Frente Popular para la Recuperación (en francés Front Populaire pour le Redressement, acortado como FPR ) es un grupo armado de Chad. Es conocido por su participación en la desestabilización del norte de República Centroafricana entre 2008 y 2012.
El líder y fundador del grupo fue Abdel Kader Babba-Laddé.

## Historia
El FPR ha firmado ceses del fuego en varias ocasiones, solo para volver a los combates poco después, en un ciclo típico de los conflictos en la región. En enero de 2014, el FPR tomó el control de Bang, Lim-Pendé, localidad fronteriza con Chad y Camerún, pero fue derrocado por Revolución y Justicia un mes después. El 8 de diciembre de 2014, el líder del grupo, Baba-Laddé, fue arrestado cerca de Kabo.
En agosto de 2023, el FPR declaró su intención de luchar junto al Frente para la Alternancia y la Concordia en Chad contra el gobierno en la insurgencia que está en curso.